# Перелаз, перелаз
«Перелаз, перелаз» — українська народна пісня.
Слова і музика пісні — народні.

## Виконавці
Пісню виконували:
- Гурт «Буття», альбои «Поклонімося» (2002)[1]
- Гурт «Дармограй», альбом «Цей веселий Дармограй 2» (2004)[2]
- Назарій Яремчук[3]